# Neudorf (Rottenacker)
Neudorf ist ein Ortsteil der Gemeinde Rottenacker im Alb-Donau-Kreis in Baden-Württemberg. Er liegt circa einen Kilometer nördlich von Rottenacker.
Der Weiler erhielt seinen Namen erst im 19. Jahrhundert. 